# George Humphrey
George Magoffin Humphrey, né le 8 mars 1890 à Cheboygan (Michigan) et mort le 20 janvier 1970 à Cleveland (Ohio), est un homme politique américain. Membre du Parti républicain, il est secrétaire au Trésor entre 1953 et 1957 dans l'administration du président Dwight D. Eisenhower.

## Source
- (en) George M. Humphrey, Département du Trésor des États-Unis
- Notices d'autorité :   - VIAF
  - LCCN
  - WorldCat